# Phalloplastie
Phalloplastie, oder auch als Phalloplastik bezeichnet, ist eine operative Maßnahme im Bereich der plastischen Chirurgie, deren Ziel die Bildung bzw. Anfertigung eines Penis ist. Der Eingriff wird unter anderem im Rahmen einer geschlechtsangleichenden Operation bei einer Frau-zum-Mann-Geschlechtsumwandlung vorgenommen, jedoch auch bei Männern, die mit ihrer gegenwärtigen Geschlechtsidentität zwar übereinstimmen, aber von einem Mikropenis betroffen sind und diese Anomalie beseitigen möchten. Ein weiterer Grund könnte ein wegen einer Genitalverletzung bewirkter Verlust des Penis sein.

## Ursprung
Als Pionier der Phalloplastie gilt der russische Chirurg Nikolaj A. Bogoraz, der 1936 die fortgeschrittenen Methoden dieser Operation und den Einsatz von Penis-Implantaten einführte. Beflügelt hat ihn ein von ihm in 1910 verfasster Bericht über einen Dreijährigen, der von einer übermäßigen Narbenbildung in seinem Genitalbereich infolge von Brandwunden betroffen war und dessen Penisrücken dadurch rekonstruiert wurde, indem dieser mit dem abdominalen Gewebe wieder angeschlossen wurde. Die Defekte am Penis wurden durch Resektion des Narbengewebes und Vernähen des defekten Bereiches mit dem aus dem Abdomen entnommenen gesunden Gewebe behoben.

## Operative Methoden

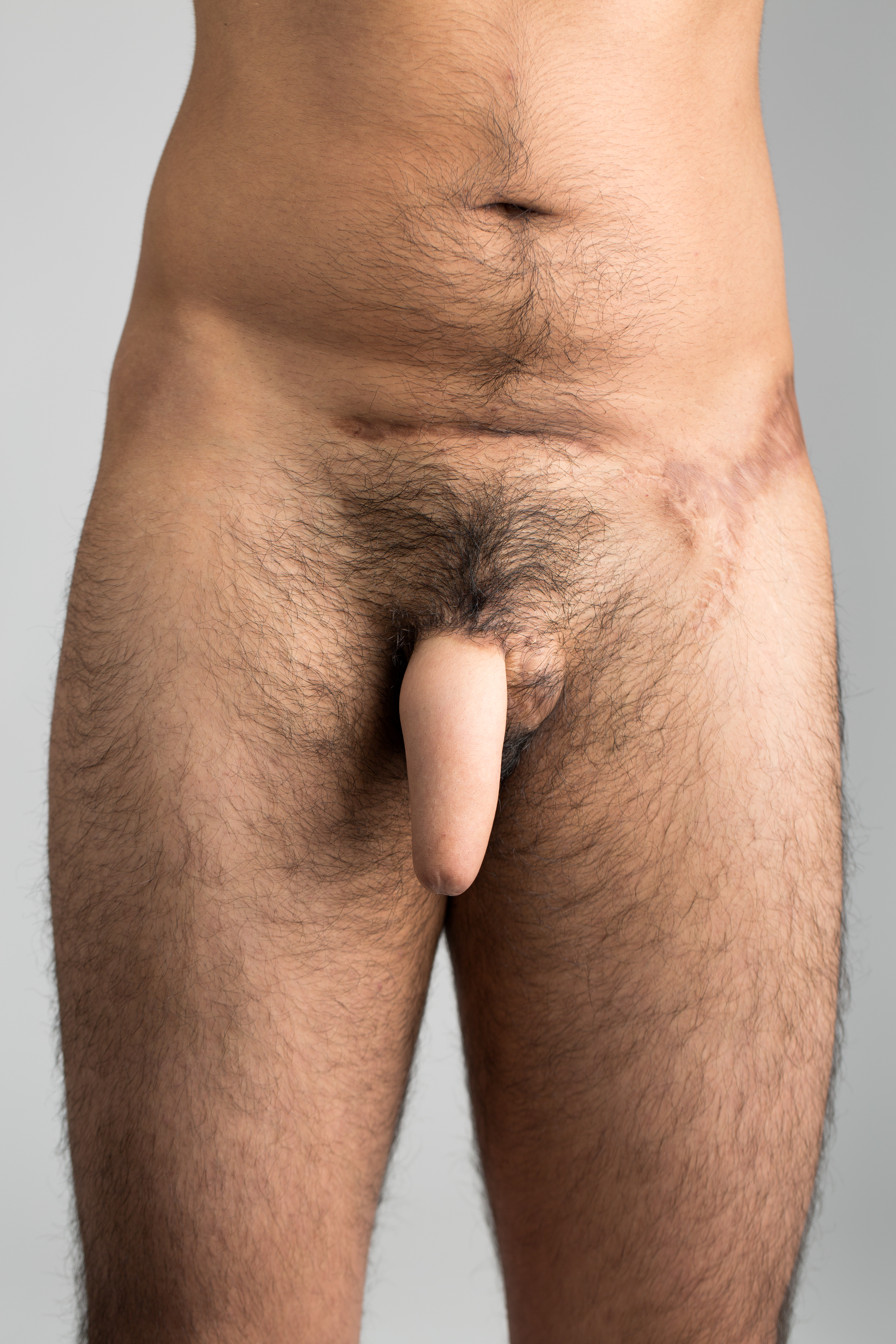
Operativ konstruierter Penis

Das Ziel einer Phalloplastie ist das Konstruieren eines Penis. Dies ist keine homogene Methode, sondern eine mit etlichen Varianten. Vor der Bewilligung eines operativen Eingriffs muss der Patient sich entscheiden, ob die übliche Funktion der Miktion von der Harnröhre an der Spitze des Penis, der Harnröhrenöffnung, imperativ ist. Manche Patienten könnten sich für eine vereinfachte Prozedur mit weniger Komplikationsgefahr entscheiden. Dies setzt allerdings voraus, dass der Patient in Zukunft nur im Sitzen urinieren würde, da in diesem Fall nur die Anfertigung des Penisschaftes von Bedeutung sein wäre, wobei die Verlängerung der Urethra weggelassen wird. Die Miktion vom Phallus könnte nur dann bewerkstelligt werden, wenn die Urethra ebenfalls verlängert werden würde, um dann eine perineale Urethra zu konstruieren, die mit jener innerhalb des Schaftes verbunden wird.
Üblicherweise wird ein Stück Gewebe gespendet (z. B. vom Unterarm), das anschließend zum Phallus gebildet wird. Die Nerven des vom gewünschten Spenderbereich genommenen Gewebes werden daraufhin naturgemäß an ihrer neuen Stelle wiederhergestellt bzw. neu verbunden. Es könnten jedoch diverse Komplikationen auftreten, je nachdem, aus welchem Körperteil das Gewebe gespendet wird. Wenn das Gewebe dem Brustbereich entstammt, dann könnte z. B. die erogene Sensation aufgrund der motorischen Funktion der Nerven dieses Gewebes nicht ermöglicht werden; die Gefahr der Verunstaltung des Nippels während des Sezierens zählt auch zu einem der Nachteile. Die Verwendung des Latissimus dorsi myocutaneous gilt auch als einer der häufigsten Spenderbereiche. Bei einer Frau-zu-Mann-Geschlechtsumwandlung könnten einige präoperative Vorgänge wie Hysterektomie und Ovariektomie unternommen werden.
Drei Tage vor der tatsächlichen Operation werden dem Patienten Chinolon-Antibiotika verabreicht, um die Gefahr einer bakteriellen Infektion zu minimieren. Zudem wird der Patient sich regulär mit Chlorhexidin-Seife seine Genitalien und Unterbauchregion gewaschen haben. Kurz vor der Operation werden noch Vancomycin und Gentamicin verabreicht und ein Blasenkatheter in die Blase durch die Urethra hineingeführt. Während des tatsächlichen Eingriffs wird ein Schnitt von der Raphe perinei bis zur im Schwellenkörper des Penis befindlichen Buck-Faszie durchgeführt; dementsprechend wird ein chirurgischer Wundretraktor angewendet, um die Operationsstelle offenzuhalten. Nach der Erledigung dieser Etappe findet dann eine sogenannte No-Touch-Technik statt, nach der alle Utensilien und Handschuhe, die den Patienten berührt haben, entsorgt und ersetzt werden. Ferner wird über den Patienten ein OP-Abdecktuch mit einer Öffnung für die Operationsstelle angelegt, um möglichst viel Kontakt mit der Haut außerhalb der Operationsstelle zu verringern. Letztendlich folgen dann die Sezierung und Dilatation des Corpus cavernosum penis und Platzierung der chirurgischen Absaugpumpe am Skrotum und des Behälters an der retropubischen Stelle. Sobald die Schwellkörper zugenäht sind, der aus Ersatzgewebe erstellte Penis und dessen Prothese befestigt sind und die Pumpe ausgeworfen ist, wird die OP-Decke entfernt.

### Penis-Implantate

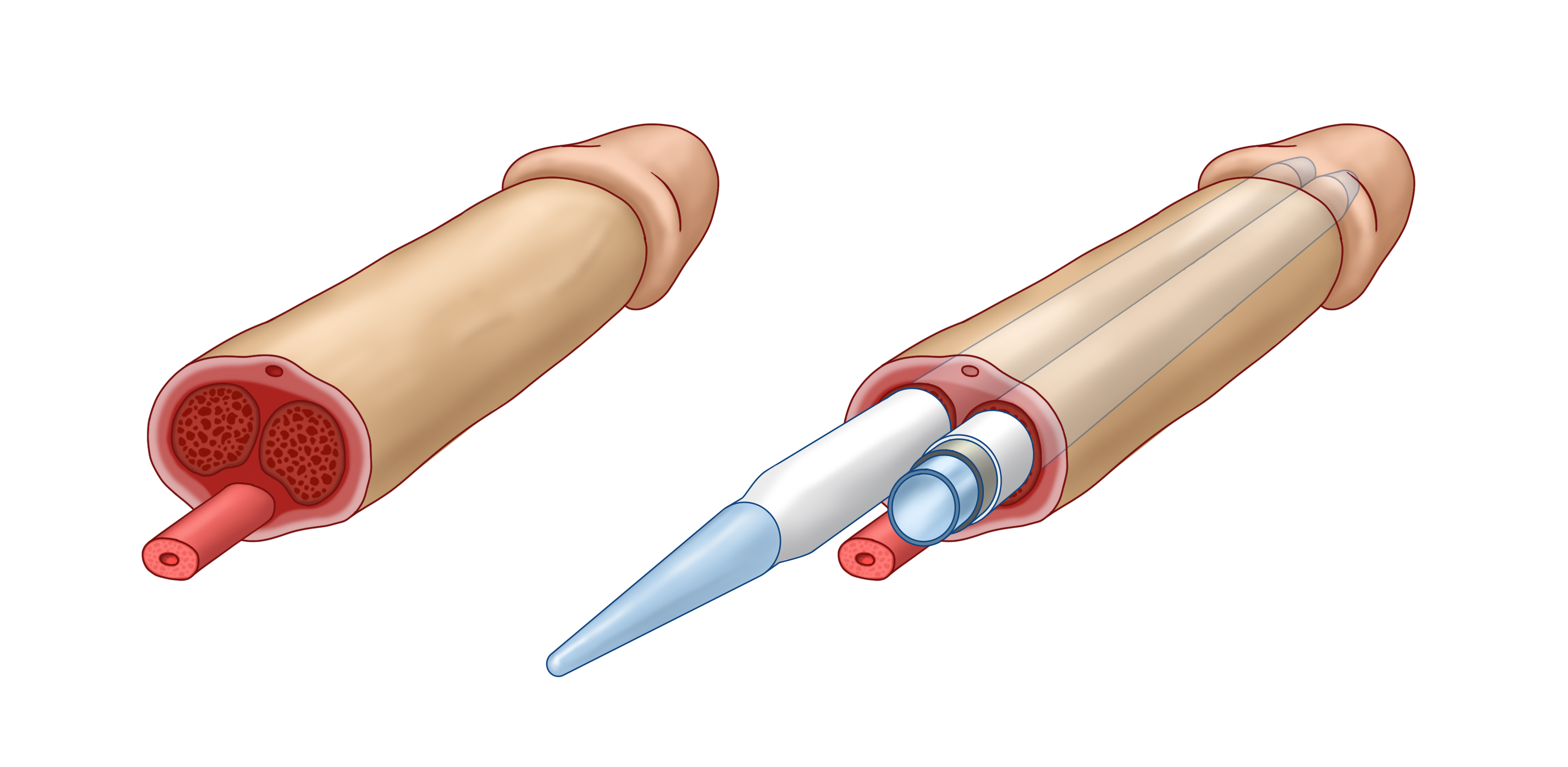
Aufblasbares Penisimplantat

Seit den 1970ern werden Penisprothesen sowohl bei Cisgender- als auch trans Männern eingesetzt, die dem Zweck einer Erektion dienen. Es gibt zweierlei Arten dieser Implantate: schmiegsame und aufpumpbare. Den aufpumpbaren bzw. auffüllbaren Implantaten wohnen Zylinder inne, die in den Penis implantiert werden und die Funktion des Schwellkörpergewebes erfüllen. Die aufpumpbaren Implantate beinhalten eine sterile Salzlösung, die diese in die Zylinder hineinpumpen, um eine Erektion zu zeitigen. Bei der Formierung eines Penis aus gespendetem Gewebe, das das Implantat umhüllt, dient herkömmlich der Hodenbereich als Pumpeneinheit.
Bei den biegsamen Prothesen wird ein Einschnitt am Schwellkörper gemacht, um diesen aufzudehnen. Nach der Bougierung wird eine malleable Stabprothese unterhalb des Schwellkörpers implantiert. Die Vorteile dieser Prothese liegen in der Fähigkeit ihrer Schmiegsamkeit, die die Justierung ihrer Versteifung ermöglicht, sowie den niedrigen Materialkosten.

## Komplikationen
Die Komplikationen einer Phalloplastie sind umfänglich. Abseits der üblichen Nebenwirkungen eines chirurgischen Eingriffs wie Infektionen, Blutungen und Narben, gibt es bei der Phalloplastik für trans Männer Risiken wie: Dass der transplantierten Hautlappen abstirbt, dass es Komplikationen mit der Harnröhre, Beckenblutungen, Blasentrauma, Mangel an Gefühl an den operierten Stellen, einen längeren Bedarf an Blutabflüssen oder weiteren Eingriffen gibt. Das Absterben von Teilen des Hautlappens geschieht bei trans-männlichen Patienten in etwa 10 % der Fälle, das Absterben des gesamten Hautlappens in etwa 1,69 %. Komplikationen mit der Harnröhre treten in etwa bei einem Drittel auf und sind ein häufiger Grund weiterer Operationen (Revisionen).
Einen Monat nach der Durchführung einer Phalloplastie könnten Patienten typischerweise für Wundinfektionen empfänglich sein, die sich entweder als Pilzinfektionen oder Zellulitis erweisen lassen. Patienten könnten unter anderem einen Klappenverlust erleiden, der sich normalerweise erst innerhalb von 72 Stunden konstatieren lässt und mittels einer Notoperation wiederhergestellt werden könnte. Becken- oder Leistenhämatome und rektale Verletzungen zählen auch zu den häufigsten Nebenwirkungen dieses Prozederes.
Zu den chronischen Komplikationen zählen Harnröhrenstrikturen (erst nach 6 oder 12 Monaten bemerkbar und an einer schwachen Strömung der Miktion feststellbar) und Bildung von Narben und Granulationsgewebe. Infektionen und Erosionen (Durchdringung des Gewebes durch die Prothese), die wegen der Einpflanzung von Penisprothesen entstehen können, stellen auch eine Gefahr für den respektiven Patienten dar und lassen sich nur mithilfe einer Beseitigung der Stabprothese heilen. Die Ersetzung der Prothese ist erst nach 6 Monaten möglich.

## Zufriedenheit
Trotz der hohen Komplikationsrate der Phalloplastik ist auch die Zufriedenheitsrate von 84–90 % hoch. Sexuelle Funktion variiert mit Berichten von 61–100 %. Mehr als drei Viertel der trans-männlichen Patienten können nach der Operationen im Stehen urinieren.